# Roger Norrington
Roger Arthur Carver Norrington, född 16 mars 1934 i Oxford, Oxfordshire, död 18 juli 2025 i Devon, var en brittisk dirigent.  Han var son till Sir Arthur Norrington och bror till Humphrey Thomas Norrington.

## Bakgrund
Norrington studerade vid Dragon School, Westminster School, Clare College, Cambridge och Royal College of Music med bland andra Adrian Boult som lärare.

## Karriär
Norrington arbetade som tenor under 1960-talet, och 1962 grundade han the Schütz Choir (senare the Schütz Choir of London). Mellan åren 1969 och 1984 var han ledare för operan i Kent. 1978 grundade han London Classical Players (ledd av barockviolinisten John Holloway) och var dess ledare fram till 1997. Mellan åren 1985 och 1989 var han första dirigent för Bournemouth Sinfonietta. Mellan åren 1990 och 1994 var han ledare för Orchestra of St. Luke's. 1998 blev han chefsdirigent för Radio-Sinfonieorchester Stuttgart. Han blev konstnärlig rådgivare för Handel and Haydn Society 2006.
Norrington är mest känd för sina framföranden av barock, klassisk och romantisk musik där han använder periodens instrument och periodens stil.   
Tillsammans med sin fru, koreografen Kay Lawrence, skapade han 1984 the Early Opera Project som komplement till sina konsertframföranden. De började med Monteverdis Orfeo vid the Maggio Musicale i Florens samma år, och turnerade i Storbritannien 1986.
Han var dirigent vid Last Night of the Proms för första gången 13 september 2008.